# Peter Imbusch
Peter Imbusch (* 1960) ist ein deutscher Soziologe, der als Professor an der Bergischen Universität Wuppertal lehrt.

## Werdegang
Von 1981 bis 1986 studierte Imbusch Soziologie, Politikwissenschaft, Sozial- und Wirtschaftsgeschichte und Volkswirtschaft an der Universität Marburg. 1990 wurde er dort mit der Dissertation Klassenstrukturen in Lateinamerika: eine komparative Studie zu den sozialstrukturellen Folgen der Wirtschaftskrise der 80er Jahre in Argentinien und Mexiko zum Dr. phil. promoviert.
1991 bis 1993 war er Wissenschaftlicher Mitarbeiter am Institut für Politikwissenschaft der Universität Mainz, wissenschaftlicher Assistent am Institut für Soziologie der Universität Marburg von 1993 bis 2000. Die Habilitation erfolgte 2001 mit einer Habilitationsschrift über Zivilisation und Gewalt.
Seit 2001 war Imbusch Wissenschaftlicher Mitarbeiter und Koordinator des Forschungsverbundes Desintegrationsprozesse am Institut für interdisziplinäre Konflikt- und Gewaltforschung der Universität Bielefeld. Nach verschiedenen Stationen als Gast- und Vertretungsprofessor ist er ab 2011 Professor für Soziologie, insbesondere Soziologie der Politik, an der Bergischen Universität Wuppertal.

## Schriften (Auswahl)

### Als Einzelautor
- Moderne und Gewalt. Zivilisationstheoretische Perspektiven auf das 20. Jahrhundert. VS, Wiesbaden 2005, ISBN 978-3-8100-3753-4.
- Klassenstrukturen in Lateinamerika. Eine komparative Studie zu den sozialstrukturellen Folgen der Wirtschaftskrise der 80er Jahre in Argentinien und Mexiko. Lit, Hamburg/Münster 1991, ISBN 978-3-89473-092-5 (zugleich Dissertationsschrift).
- „Das moderne Weltsystem“. Eine Kritik der Weltsystemtheorie Immanuel Wallersteins. Verl. Arbeit u. Gesellschaft, Marburg 1990, ISBN 978-3-89419-013-2.

### Als Herausgeber
- Macht und Herrschaft. Sozialwissenschaftliche Konzeptionen und Theorien.  2. Auflage, Springer VS, Wiesbaden 2012, ISBN 978-3-531-17924-7.
- Friedens- und Konfliktforschung. Eine Einführung. 5. Auflage, VS, Wiesbaden 2010, ISBN 978-3-531-16414-4.
- Integration – Desintegration. Ein Reader zur Ordnungsproblematik moderner Gesellschaften. VS, Wiesbaden 2008, ISBN 978-3-531-15583-8.